# Martin Henderson
Martin Henderson (ur. 8 października 1974 w Auckland) – nowozelandzki aktor filmowy i telewizyjny.

## Życiorys

### Wczesne lata
Urodził się i dorastał w Auckland w Nowej Zelandii. Zainteresował się aktorstwem, kiedy autorzy lokalnego programu telewizyjnego Strangers przeprowadzili casting w jego szkole podstawowej Birkenhead Primary. W wieku 13 lat został obsadzony w serialu i od tej pory grał zawodowo. Naukę kontynuował w szkole średniej dla chłopców Westlake Boys High School.

### Kariera
Przez trzy lata był gwiazdą nowozelandzkiego serialu TVNZ 2 Shortland Street (1992–95), a za rolę Stuarta Neilsona otrzymał w 1993 nagrodę New Zealand Television and Film w kategorii najlepszy aktor w programie telewizyjnym. W 1995 przeniósł się do Sydney w Australii, gdzie wystąpił w serialach australijskich: Echo Point (1995) i Zatoka serc (Home and Away, 1996) i Siódme poty (Sweat, 1996) w roli olimpijczyka Toma Nasha.
W 1997 wyjechał do Stanach Zjednoczonych. Przez dwa lata uczył się aktorstwa w Neighborhood Playhouse w Nowym Jorku. Brał udział w off-Broadwayowskim spektaklu Ophelia Thinks Harder w Samuel Beckett Theatre.
Za swój kinowy debiut jako Tom Bradshaw w filmie australijskim Największa szansa (Kick, 1999) zdobył nominację do nagrody Australian Film Institute. W dramacie wojennym Johna Woo Szyfry wojny (The Windtalkers, 2002) zagrał młodego niedoświadczonego żołnierza Nellie’a, tęskniącego do dziewczyny, którą pozostawił w rodzinnym mieście. Stał się popularny dzięki roli Noaha w horrorze The Ring (2002), w reżyserii nagradzanego za pomysłowe reklamówki Gore’a Verbinskiego. W filmie akcji opowiadającym o wyścigach motocyklowych Torque: Jazda na krawędzi (2004) zagrał u boku Ice’a Cube. W teledysku „Toxic” (2004) pojawił się jako były chłopak Britney Spears. Z kolei w bollywoodzkim hicie Duma i uprzedzenie (Bride and Prejudice, 2004) stworzył duet z Aishwaryą Rai.
W 2018 zagrał Mike'a w horrorze Nieznajomi: Ofiarowanie (The Strangers: Prey at Night).

## Filmografia
| Rok  | Tytuł                                                    | Rola                    | Nagrody i nominacje |
| ---- | -------------------------------------------------------- | ----------------------- | --- |
| 1990 | Żeglarz mórz południowych (Raider of the South Seas, TV) | Jack Taylor             | |
| 1999 | Największa szansa (Kick)                                 | Tom Bradshaw            | Nominacja— AACTA Award dla najlepszego aktora w drugoplanowej roli                                                                                                 |
| 2000 | The Summer of My Deflowering (film krótkometrażowy)      | Luke                    | |
| 2002 | Szyfry wojny (Windtalkers)                               | szeregowy Thomas Nellie | |
| 2002 | Ring (The Ring)                                          | Noah Clay               | |
| 2003 | Skagerrak                                                | Ian/Ken                 | |
| 2004 | Torque: Jazda na krawędzi (Torque)                       | Cary Ford               | |
| 2004 | Perfect Opposites                                        | Drew Curtis             | |
| 2004 | Duma i uprzedzenie (Bride & Prejudice)                   | William Darcy           | |
| 2005 | Płotka (Little Fish)                                     | Ray Robert Heart        | Nominacja—AFI Award dla najlepszego aktora w drugoplanowej roli Nominacja—Film Critics Circle of Australia Awards 2005 dla najlepszego aktora w drugoplanowej roli |
| 2006 | Flyboys – bohaterska eskadra (Flyboys)                   | Reed Cassidy            | |
| 2006 | As w rękawie (Smokin’ Aces)                              | Hollis Elmore           | |
| 2007 | Bitwa w Seattle (Battle in Seattle)                      | Jay                     | |
| 2009 | Cedar Boys                                               | Mathew                  | |
| 2010 | W domu na święta (Home by Christmas)                     | młody Ed                | |
| 2013 | The Moment                                               | John/Peter              | |
| 2013 | Diabelska przełęcz (Devil's Knot)                        | Brent Davis             | |
| 2015 | Everest                                                  | Andy Harris             | |
| 2016 | Cuda z nieba (Miracles from Heaven)                      | Kevin Beam              | |
| 2018 | Nieznajomi: Ofiarowanie (The Strangers: Prey at Night)   | Mike                    | |

| Rok       | Tytuł                                          | Rola                     | Uwagi                                                                                           |
| --------- | ---------------------------------------------- | ------------------------ | ----------------------------------------------------------------------------------------------- |
| 1989      | Strangers                                      | Zane                     |                                                                                                 |
| 1990      | Betty's Bunch                                  |                          |                                                                                                 |
| 1992–95   | Shortland Street                               | Stuart Neilson           | od 25 maja 1992 do 27 lutego 1995                                                               |
| 1995      | Echo Point                                     | Zac Brennan              |                                                                                                 |
| 1996      | Siódme poty (Sweat)                            | Tom Nash                 | 26 odcinków                                                                                     |
| 1996      | Zatoka serc (Home and Away)                    | Geoff Thomas             | 7 odcinków                                                                                      |
| 1997–99   | Big Sky                                        | Scotty Gibbs             | 53 odcinki                                                                                      |
| 2009      | Dr House (House, M.D.)                         | Jeff                     | odc.: "Painless" Nominacja—Australian Film Institute International Award dla najlepszego aktora |
| 2011      | Off the Map: Klinika w tropikach (Off the Map) | dr Benjamin "Ben" Keeton | 13 odcinków                                                                                     |
| 2012      | Rake                                           | Joshua Floyd             | 2 odcinki                                                                                       |
| 2014      | Sekrety i kłamstwa (Secrets & Lies)            | Ben Gundelach            | 6 odcinków                                                                                      |
| 2014–2015 | The Red Road                                   | Harold Jensen            |                                                                                                 |
| od 2015   | Chirurdzy (Grey's Anatomy)                     | dr Nathan Riggs          |                                                                                                 |
| od 2019   | Virgin River                                   | Jack Sheridan            |                                                                                                 |